# Crenea maritima
Crenea maritima är en fackelblomsväxtart som beskrevs av Jean Baptiste Christophe Fusée Aublet. Crenea maritima ingår i släktet Crenea och familjen fackelblomsväxter. Inga underarter finns listade i Catalogue of Life.